# العجيبة
العجيبة بلدية بولاية البويرة.

## الوديان
- وادي الساحل

## مواضيع ذات صلة
- بلديات ولاية البويرة
- دوائر ولاية البويرة